# Pan Americanos de Hóquei em Patins de 2005
O Pan Americanos de Hóquei em Patins é uma competição de Hóquei em Patins com as selecções nacionais do continente Americano. Esta Competição é organizada pela Confederação Pan-Americana de Patinagem. A 7ª Edição realizou-se na cidade de Mar del Plata , na Argentina entre os dias 23 a 27 de Abril.

## Fase Grupo
| Time           | J | V | E | D | GP | GC | SG  | Pts |
| -------------- | - | - | - | - | -- | -- | --- | --- |
| Argentina      | 5 | 5 | 0 | 0 | 52 | 5  | +47 | 15  |
| Chile          | 5 | 4 | 0 | 1 | 41 | 8  | +33 | 12  |
| Colômbia       | 5 | 2 | 1 | 2 | 25 | 21 | +4  | 7   |
| Estados Unidos | 5 | 2 | 1 | 2 | 17 | 24 | −7  | 7   |
| Uruguai        | 5 | 1 | 0 | 4 | 10 | 37 | −27 | 3   |
| México         | 5 | 0 | 0 | 5 | 2  | 52 | −50 | 0   |

|                | ARG | CHI   | COL   | USA    | URU    | MEX    |
| -------------- | --- | ----- | ----- | ------ | ------ | ------ |
| Argentina      | –   | 4 – 2 | 6 – 0 | 12 – 2 | 13 – 1 | 17 – 0 |
| Chile          | –   | –     | 8 – 2 | 4 – 2  | 11 – 0 | 16 – 0 |
| Colômbia       | –   | –     | –     | 6 – 6  | 8 – 1  | 9 – 0  |
| Estados Unidos | –   | –     | –     | –      | 3 – 2  | 4 – 0  |
| Uruguai        | –   | –     | –     | –      | –      | 6 – 2  |
| México         | –   | –     | –     | –      | –      | –      |

| Pan Americano 2005  |
| ------------------- |
| Argentina 6º Titulo |